# Patrocloides
Patrocloides is een geslacht van insecten uit de orde vliesvleugeligen (Hymenoptera) en de familie Ichneumonidae.

## Soorten
- P. ceaurei (Heinrich, 1949)
- P. diasemae (Tischbein, 1877)
- P. dubitatorius (Sulzer, 1776)
- P. lapponicus (Holmgren, 1871)
- P. montanus (Cresson, 1864)
- P. perluctuosus (Provancher, 1877)
- P. regius (Hellen, 1951)
- P. sputator (Fabricius, 1793)
- P. sputatorops Heinrich, 1980
- P. walleyi (Heinrich, 1956)